# Przegląd Lokalny Famka
Przegląd Lokalny Famka – tygodnik lokalny ukazujący się od 29 października 2009 roku w Tomaszowie Mazowieckim i Piotrkowie Trybunalskim, a od 16 września 2010 roku także w Kielcach. Od września 2011 r. rozpowszechniany również w Opocznie i Bełchatowie. Wydawcą tygodnika jest Centralna Agencja Reklamowa. „Famka” ukazywała się co czwartek o łącznym nakładzie 45.000 egzemplarzy (10.000 w Tomaszowie Mazowieckim, 10.000 w Piotrkowie Trybunalskim, 25.000 w Kielcach). W grudniu 2012 r. tygodnik przestał ukazywać się w Piotrkowie Trybunalskim i Tomaszowie Mazowieckim.
W tygodniku dominuje tematyka ogólnospołeczna – miejska i regionalna. Znajdują się w nim: aktualności, publicystyka, sport, kultura, rozrywka, kącik poradnikowy, a także program telewizyjny.